# Јесења изложба УЛУС-а (1993)
Јесења изложба УЛУС-а (1993) се одржала у галеријском простору Удружења ликовних уметника Србије односно у Уметничком павиљону "Цвијета Зузорић", у Београду.

## О изложби
Избор радова за ову изложбу је извршио Уметнички савет УЛУС-а.
Добитник награде односно монографије на овој Јесењој изложби је био вајар и професор Милун Видић.

## Излагачи

### Сликарство
1. Даница Баста
2. Зоран Белић
3. Милан Блануша
4. Миодраг Вујачић Мирски
5. Зоран Вуковић
6. Вјера Дамјановић
7. Божидар Дамјановски
8. Вера Ђенге
9. Ђорђе Ђорђевић
10. Зоран Н. Ђорђевић
11. Александар Ђурић
12. Татјана Ђуричковић Јерот
13. Светислав Живковић
14. Никола Жигон
15. Синиша Жикић
16. Станко Зечевић
17. Оља Ивањицки
18. Дивна Јеленковић
19. Милена Јефтић Ничева Костић
20. Драгана Јовчић
21. Снежана Јовчић
22. Гордана Каљаловић Одановић
23. Оливера Кангрга
24. Драгослав Кнежевић
25. Марија Кнежевић
26. Милан Краљ
27. Велизар Крстић
28. Ратко Лалић
29. Александар Луковић
30. Бојана Максимовић
31. Зоран Марјановић
32. Љиљана Мићовић
33. Драган Мојовић
34. Ђорђе Одановић
35. Душан Оташевић
36. Зоран Павловић
37. Саво Пековић
38. Драган Перић
39. Градимир Петровић
40. Божидар Плазинић
41. Божидар Продановић
42. Милан Радовановић
43. Миодраг Рогић
44. Светозар Самуровић
45. Драгана Станаћев
46. Драгољуб Станковић
47. Тодор Стевановић
48. Данијела Стевановић Ђушић
49. Халил Тиквеша
50. Мирољуб Филиповић
51. Даниела Фулгоси
52. Александар Цветковић
53. Светлана Цветковић
54. Биљана Црнчанин
55. Гордана Чекић
56. Босиљка Шипка
57. Емир Шкандро

### Графика
1. Слободан Бојовић
2. Милица Вучковић
3. Петар Гајић
4. Миле Грозданић
5. Миленко Дивјак
6. Душица Кирјаковић
7. Бранислав Макеш
8. Славко Миленковић
9. Александар Младеновић Лека
10. Миодраг Млађовић
11. Драган Момиров
12. Миодраг Нагорни
13. Наташа Никетић
14. Невенка Стојсављевић

### Вајарство
1. Никола Антов
2. Милун Видић
3. Војислав Вујисић
4. Срђан Вукајловић
5. Никола Вукосављевић
6. Василије Живковић
7. Владимир Комад
8. Момчило Крковић
9. Душан Б. Марковић
10. Лепосава Милошевић Сибиновић
11. Мице Поптсис
12. Борислава Продановић Недељковић
13. Славољуб Радојчић
14. Братислав Савић
15. Срђан Симановић
16. Мирољуб Стаменковић
17. Војин Стојић
18. Душан Суботић
19. Томислав Тодоровић
20. Милена Томановић
21. Иван Фелкер
22. Сава Халугин
23. Ђорђије Црнчевић